# Genocidi assiri
El genocidi assiri (també conegut com a Sayfo o Seyfo, "Espasa"; en sirià: ܩܛܠܥܡܐ ܣܘܪܝܝܐ o ܣܝܦܐ) és com es coneix la matança indiscriminada de població assíria a l'Imperi Otomà i a la veïna Pèrsia per part de tropes otomanes en el marc de la Primera Guerra Mundial, en conjunció amb els genocidis armeni i dels grecs pòntics.
La població civil assíria de la part alta de Mesopotàmia (la regió de Tur Abdin, les províncies de Hakkâri, Van i Siirt situades a l'actual zona sud-oriental de Turquia, i la regió dUrmia, actualment al nord-oest de l'Iran) va ser reubicada forçosament i massacrada per part de l'exèrcit otomà (turc), conjuntament amb altres pobles musulmans aliats, entre els que es trobaven kurds, txetxens i circassians, entre el 1914 i el 1920; també es van produir atacs contra civils assiris desarmats que fugien de la zona per part de milícies locals àrabs.
El genocidi assiri va tenir lloc en el mateix context que els genocidis armeni i grec. Com que el genocidi assiri va tenir lloc en el mateix context que el genocidi armeni, molt més conegut, hi ha molt pocs acadèmics que l'hagin estudiat de manera independent, amb l'excepció de les obres de Joseph Yacoub, Gabriele Yonan, David Gaunt i Hannibal Travis, els quals han classificat el genocidi com una campanya sistemàtica orquestrada pel govern dels Joves Turcs. D'altres historiadors, com ara Hilmar Kaiser, Donald Bloxham o Taner Akçam, tenen opinions diferents en relació amb la participació governamental en la naturalesa sistemàtica del genocidi, exposant que va ser una política menys sistemàtica i un tractament diferent en comparació amb el cas dels armenis.
A diferència del cas dels armenis, no hi va haver cap ordre explícita per deportar els assiris. Els atacs contra aquest col·lectiu no tenien una naturalesa estàndard i incorporaven diversos mètodes de massacre; en algunes ciutats, tots els varons assiris van ser assassinats, mentre que la resta van ser obligats a marxar. Aquestes massacres eren realitzades, sovint, per part d'iniciatives de polítics locals o de tribus kurdes. L'exposició als elements, les malalties i la fam durant la seva fugida va incrementar el nombre de morts entre els assiris, mentre que les dones van patir abusos sexuals en algunes regions.
Les estimacions sobre el nombre total de morts han anat variant en el temps. A partir de les estadístiques detallades de l'estimació de població en les esglésies després del genocidi, David Gaunt accepta el nombre de 275.000 morts, xifra oferida per la delegació assíria present al Tractat de Lausana, i estima que aquesta xifra podria arribar als 300.000 si es tenen en compte les zones habitades per assiris no comptabilitzades. Rudolph Rummel considera que el nombre de cristians morts en les regions poblades per assiris a Turquia arribaria al nombre de 102.000 persona, afegint a aquest nombre l'assassinat de 47.000 assiris a Pèrsia.
El 2007, la International Association of Genocide Scholars (IAGS) va arribar al consens que "la campanya otomana contra les minories cristianes a l'Imperi entre el 1914 i el 1923 va constituir un genocidi contra els armenis, els assiris i els pòntics i els grecs de l'Anatòlia." La IAGS es referia a les obres de Gaunt i Travis per passar aquesta resolució. Gregory Stanton, president de la IAGS entre 2007 i 2008, a més de ser el fundador de Genocide Watch, va donar suport al fet que els "acadèmics especialitzats en genocidis de tot el món repudiïn els 90 anys de negació per part del govern turc dels genocidis practicats contra les poblacions cristianes, inclosos assiris, grecs i armenis."